# Cambrai
Cambrai (en neerlandés: Kamerijk) es una ciudad y comuna francesa en el departamento Norte, del que es subprefectura, y de la región de Alta Francia. Actualmente es un centro industrial a orillas del río Escalda.

## Historia
Sus orígenes están en la ciudad romana de Camaracum. Fue capital de un reino franco de 445 a 509. Desde el año 1543 perteneció a la Corona española, después de su retirada por el Edicto perpetuo de 1577, quedó en manos de los rebeldes neerlandeses, pasó a manos francesas el 18 de agosto de 1581 y de nuevo fue recuperada por España el 9 de octubre de 1595. Hasta que Luis XIV la incorporó a Francia el 19 de abril de 1677, tras un asedio de 29 días.
Siempre ha gozado de un carácter simbólico, la ciudad de Cambrai sirvió para alojar la firma de diferentes convenciones o alianzas:
- Liga de Cambrai: Alianza de diferentes estados europeos contra Venecia firmada en 10 de diciembre de 1508.
- Paz de Cambrai también llamada Paz de las Damas: Tratado firmado entre España y Francia el 5 de agosto de 1529.
- Congreso de Cambrai: Negociaciones a escala europea llevadas a cabo entre 1721 y 1727.

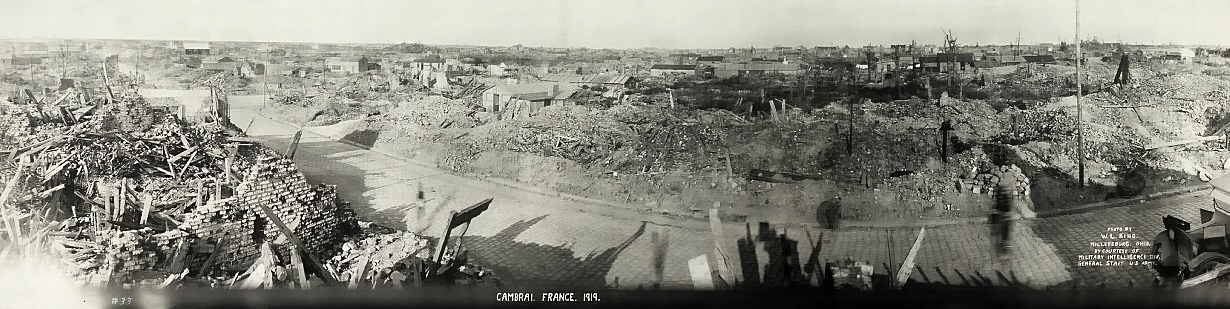
Cambrai destruida en 1919.

Del 20 de noviembre al 17 de diciembre de 1917, la ciudad de Cambrai fue escenario de la batalla de Cambrai, dentro de la Primera Guerra Mundial, quedando prácticamente destruida. Esta batalla destaca porque los tanques fueron utilizados por primera vez de forma regular. Una segunda batalla tuvo lugar en la localidad del 8 al 10 de octubre de 1918, como parte de la ofensiva de los Cien Días. Durante esta contienda, murió el soldado y seminarista pallottino-schoenstattiano José Engling.
Cambrai también es sede de la que fue importante archidiócesis durante la Edad Media. El territorio de Cambrai casi coincidía con el territorio histórico de Flandes, incluyendo grandes partes de los Países Bajos.

## Monumentos

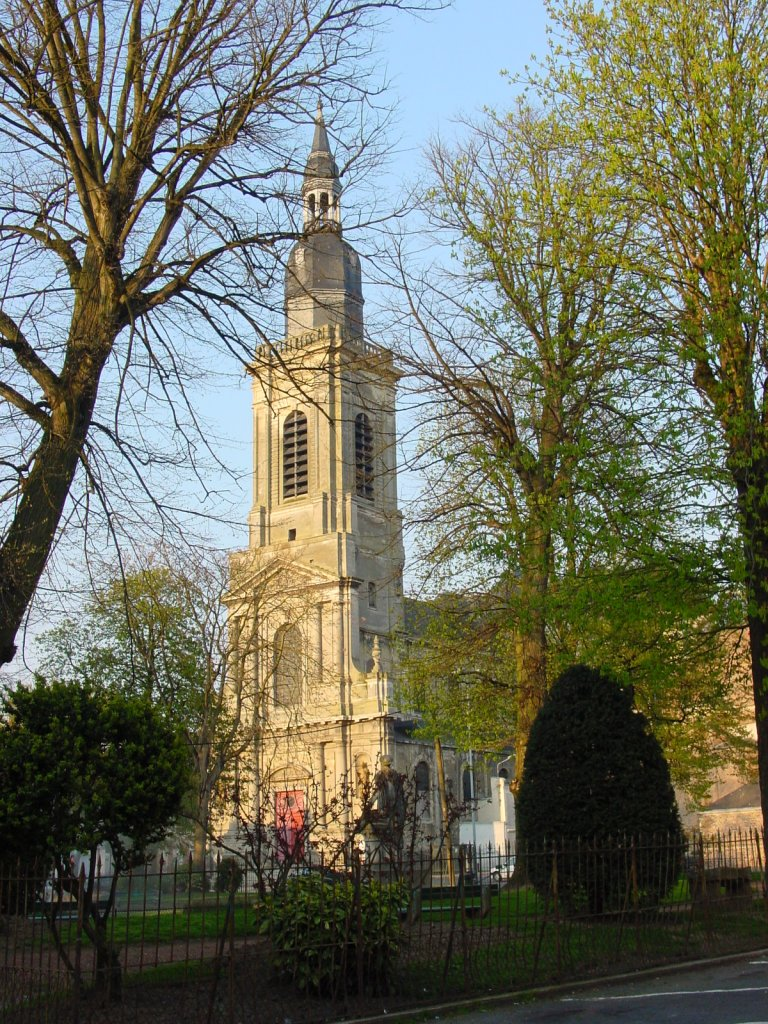
Fachada de la iglesia de Saint Géry.

Cambrai está clasificada como Villa de Arte e Historia. Sus monumentos principales son:
- Catedral vieja de Cambrai, comenzó su construcción en 1150 y fue terminada en 1472, año de su consagración. Comparable a las más grandes catedrales, se la conocía como La maravilla de los Países Bajos. Fue dañada durante la Revolución francesa de 1792, convertida en granero y finalmente vendida en 1796 y demolida, usándose la piedra para construir otros edificios. Después del Concordato de 1804, el nuevo arzobispo de Cambrai, Monseñor Belmas eligió como Catedral La iglesia antigua de la Abadía del Santo Sepulcro. El icono de Nuestra Señora de Gracia (Notre Dame de Grâce) fue allí trasladado. El edificio se incendió en 1876 y fue restaurado y agrandado en el mismo estilo para que sirviera de Catedral Metropolitana y lugar de peregrinación.
- La iglesia de Saint Géry, anteriormente abadía de Saint Aubert, es uno de los monumentos más antiguos de Cambray: Los hallazgos arqueológicos han descubierto restos de la época galo-romana. El edificio, con el paso de los años, ha seguido una sucesión de estilos: románico, gótico, renacentista y neoclásico. Después de 1000 años, la iglesia ha mantenido la impronta del tiempo, sin hablar de las destrucciones por incendios y guerras. En el siglo V, Dagoberto convirtió la primitiva iglesia de Saint Pierre en una Abadía, dedicada a la vida contemplativa, que fue asaltada durante la Revolución. Una década más tarde, se convirtió por un tiempo en Catedral y finalmente en Iglesia parroquial, donde se refundó la diócesis de Cambrai.
- La ciudadela de Carlos V: desmantelada durante el siglo XIX, conserva las galerías de contramina, la Puerta Real y un puente levadizo, que franquea un cuerpo de jardines y el arsenal del siglo XVI. Posteriormente fue restaurada.

## Demografía
| 15 427 | 13 799 | 15 608 | 15 851 | 20 141 | 17 846 | 20 648 | 21 344 | 21 405 | 22 557 | 22 207 | 22 897 | 22 079 | 23 448 |
| Para los censos de 1962 a 1999 la población legal corresponde a la población sin duplicidades (Fuente: INSEE [Consultar]) |        |        |        |        |        |        |        |        |        |        |        |        |        |

| 23 881 | 24 122 | 25 250 | 26 586 | 27 832 | 28 077 | 26 023 | 29 193 | 28 542 | 29 655 | 26 129 | 29 567 | 32 897 | 37 532 |
| Para los censos de 1962 a 1999 la población legal corresponde a la población sin duplicidades (Fuente: INSEE [Consultar]) |        |        |        |        |        |        |        |        |        |        |        |        |        |

| 39 049 | 35 272 | 33 092 | 33 738 | 32 296 |
| Para los censos de 1962 a 1999 la población legal corresponde a la población sin duplicidades (Fuente: INSEE [Consultar]) |        |        |        |        |

## Cambrai y la música

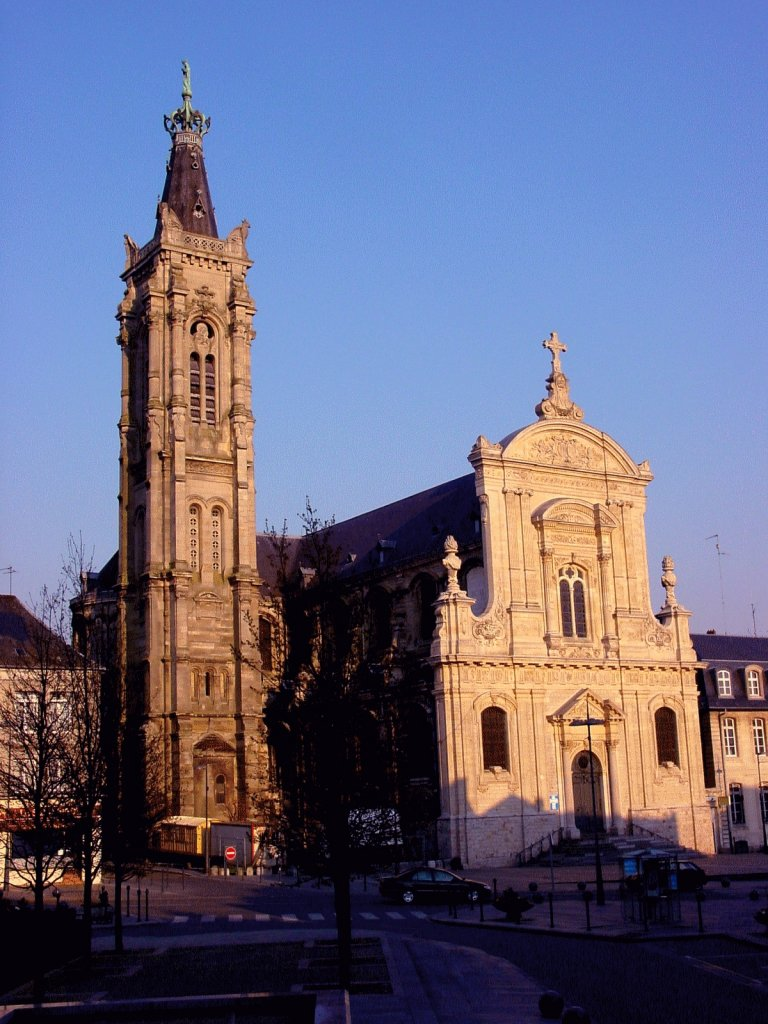
Catedral de Notre-Dame de Cambrai

Cambrai destaca por su distinguido lugar en la historia de la música, particularmente en el siglo XV. En la catedral hubo un conservatorio de música hasta el siglo XVII, que tuvo una de las mejores posiciones de los Países Bajos. Muchos compositores de la escuela borgoñesa fueron alumnos y luego volvieron a él para dar clases. En 1428, Felipe de Luxemburgo comentó que la catedral de Cambrai era la más bella de la Cristiandad, por la belleza de su coro, sus luces y la dulzura de sus campanas. Guillaume Dufay, el más famoso músico europeo del siglo XV, estudió en la catedral de 1409 a 1412 y volvió en 1439 después de pasar muchos años en Italia. Otros compositores como Johannes Tinctoris y Johannes Ockeghem fueron a Cambrai para estudiar con el maestro Guillaume Dufay.
El conservatorio de Cambrai atrajo a otros famosos compositores a finales del siglo XV como Nicolas Grenon, Alexander Agrícola y Jacob Obrecht. En el siglo XVI, Philippe de Monte, Johannes Lupi, y Jacobus de Kerle también trabajaron allí.
Cuando el centro económico del norte de Europa se trasladó a Brujas, la zona quedó empobrecida trayendo consigo un periodo de decadencia cultural. La catedral fue destruida en 1796 a consecuencia de la Revolución francesa, pero sus archivos fueron preservados (actualmente se custodian en el Archivo provincial en Lille).

## Gastronomía
Esta ciudad es la cuna de las bêtises, unos caramelos bastante célebres en Francia.

## Ciudades hermanadas
- Châteauguay (Canadá)
- Houma (Estados Unidos)
- Kamp-Lintfort (Alemania, desde 1989)
- Gravesend (Reino Unido, desde 1989)
- Esztergom (Hungría, desde 1992)
- Cieszyn (Polonia, desde 2007)